# Anunciación de Cestello
La Anunciación de Cestello (en italiano, Annunciazione di Cestello) es un cuadro realizado por el pintor renacentista italiano Sandro Botticelli. Está ejecutado al temple sobre tabla. Mide 150 cm de alto y 156 cm de ancho. Fue pintado en 1489 y actualmente se conserva en la Galería de los Uffizi de Florencia (Italia). 
La pintura fue un encargo de Benedetto Guardi, funcionario público perteneciente al gremio de los cambistas, del año 1489, para la iglesia del convento florentino de Cestello (hoy Santa María de Pazzi) en Borgo Pinti. Los escudos de la familia Guardi del Cane aparecen en los ángulos inferiores del marco original, conservado todavía junto con el primache
El tema clásico de la anunciación se representa en una estancia vacía, severa, muy estructurada arquitectónicamente, con un paisaje exterior a través de una puerta abierta en una pared gris. El espectador mira a través de una habitación estructurada de acuerdo con las normas de la perspectiva y cruzando las baldosas rojas del suelo, a lo largo de sus líneas convergentes, hacia ese paisaje exterior. La perspectiva se evidencia intensamente por el pavimento ajedrezado. El vivo movimiento de las figuras contrasta con estas dinámicas espaciales, que dirigen hacia el fondo. Hay una línea diagonal que corre desde el borde de las ropas de Gabriel a su mano alzada, y continúa en el brazo que María está sosteniendo cruzado sobre el pecho. Las ropas del ángel, que están ondulando en grandes pliegues, muestran que acaba de hacer un dramático aterrizaje. Gabriel está arrodillado reverentemente en frente de María y su boca, que está ligeramente abierta, sugiere que están en el proceso de pronunciar las palabras del Evangelio de Lucas, que está escrito debajo de él en latín sobre el marco original de la pintura: «El Espíritu Santo descenderá sobre ti y el poder del Altísimo te cubrirá con su sombra; por eso el niño santo que nacerá de ti será llamado Hijo de Dios».

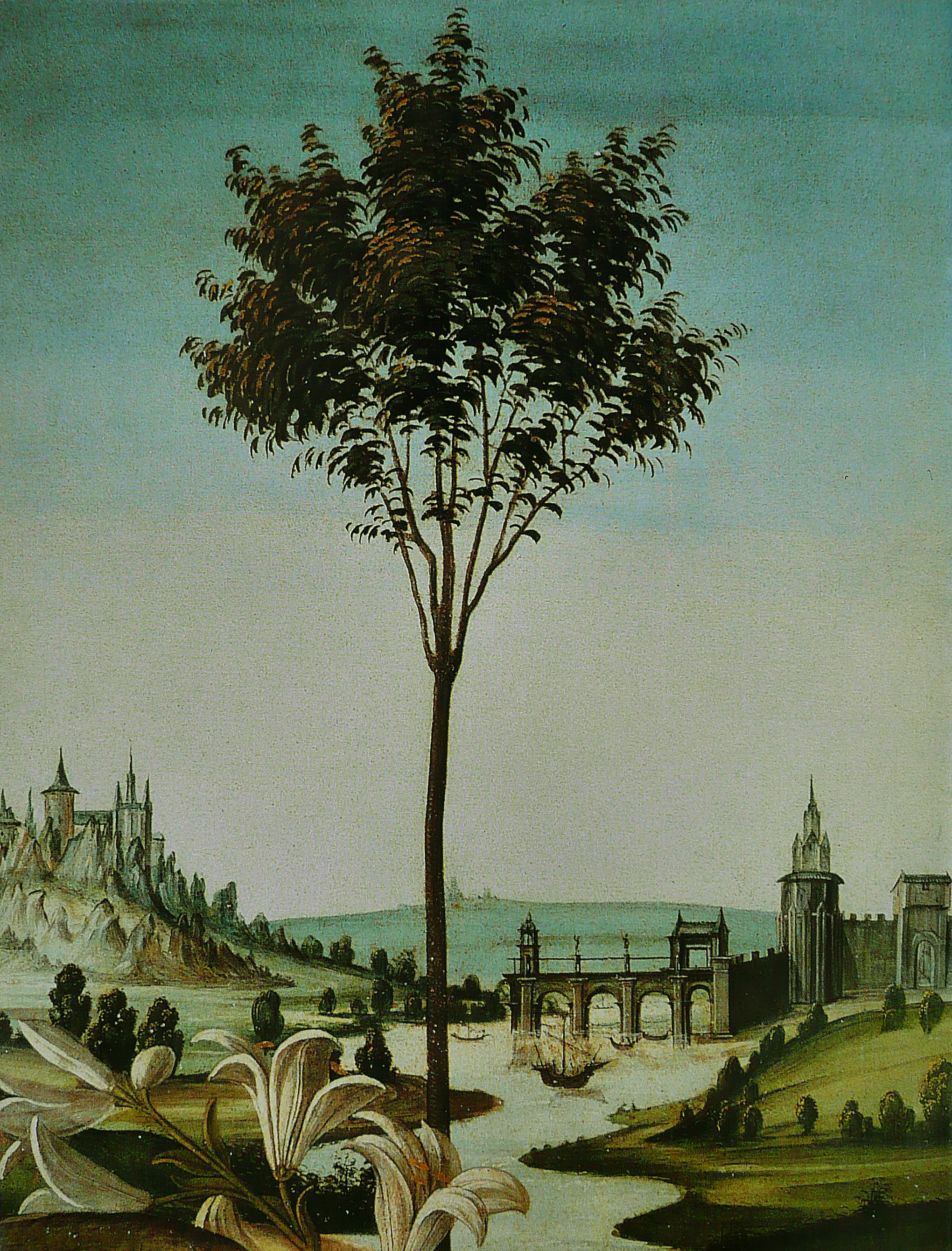
Detalle del paisaje en el fondo del cuadro